# Sint-Pieters-Bandenkerk (Hamme)

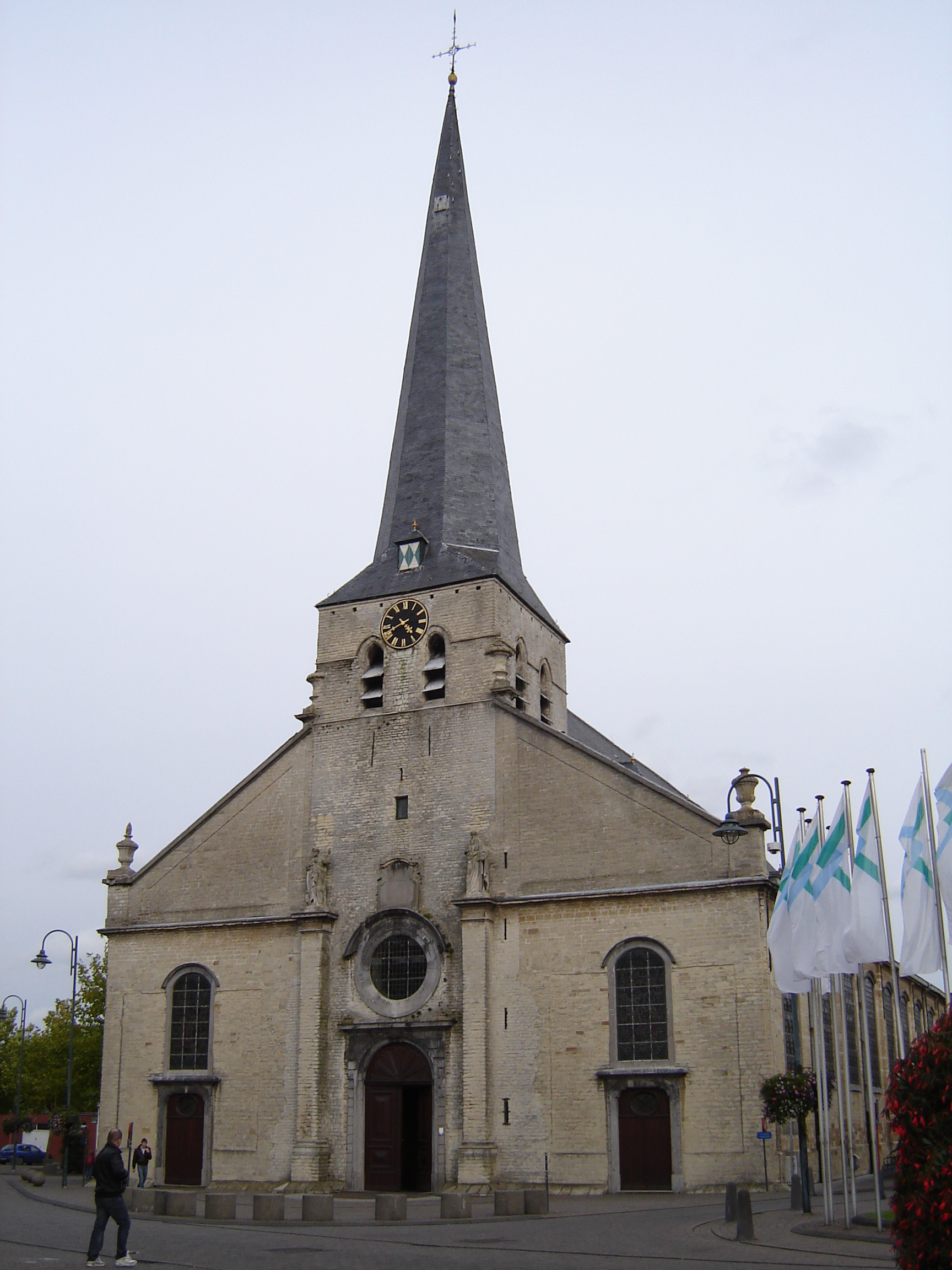
Sint-Pieters-Bandenkerk

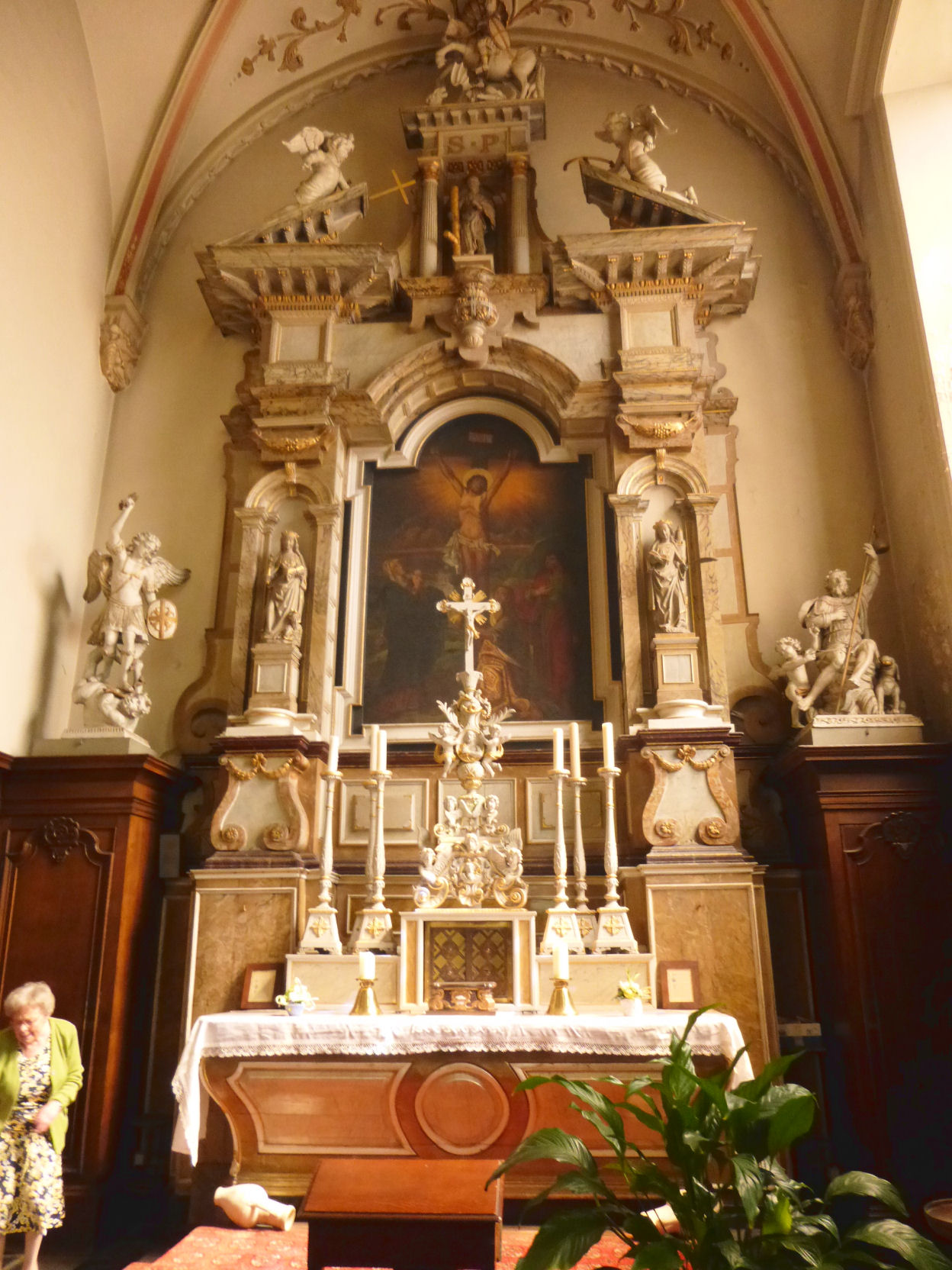
Interieur

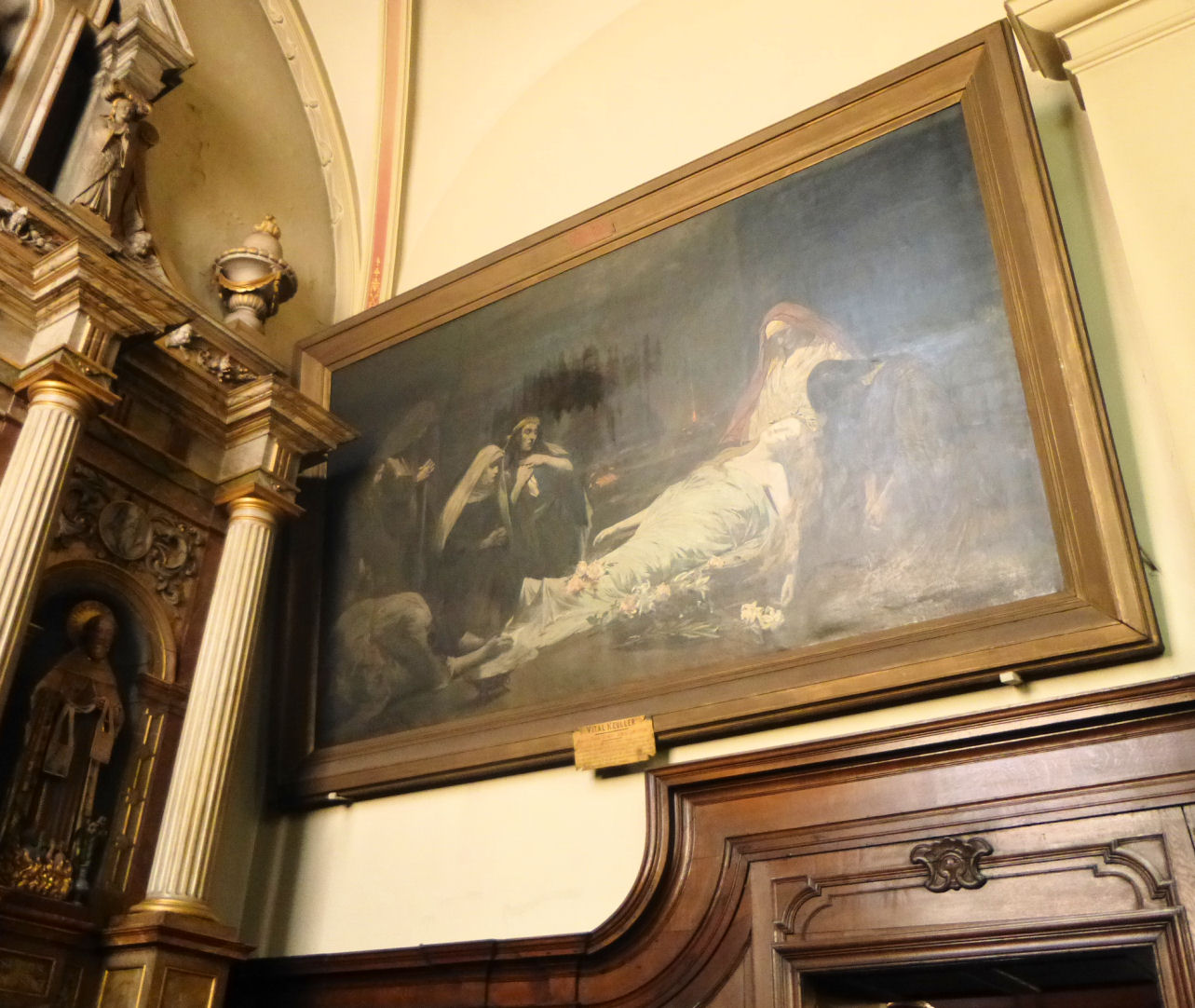
Monumentaal schilderij door Vital Keuller

De Sint-Pieters-Bandenkerk is de parochiekerk van de Oost-Vlaamse plaats Hamme, gelegen aan het Marktplein.

## Geschiedenis
Omstreeks 660 zou Hamme door Reinilde van Kontich geschonken zijn aan de Abdij van Lobbes en in de 7e of 8e eeuw zou er een houten kerk hebben gestaan. In de 9e eeuw zou een tweede kerk zijn gebouwd, nu op de plaats van de huidige kerk. In 1135 werd gewag gemaakt van een stenen kerk in vroegromaanse stijl. In de 12e eeuw werd de kerktoren door brand vernield en in de 15e eeuw werd een nieuwe toren gebouwd.
In 1452 werd Hamme, in het kader van de Gentse Opstand, door de Gentenaren verwoest. Ook de zuidzijde van de kerk werd toen verwoest. Bij de herbouw, in 1487, werd de zuidkant van de kerk verbreed waardoor het grondplan asymmetrisch werd. In 1578 waren het opnieuw Gentse troepen, nu vanuit de (calvinistische) Gentse Republiek, die de dorpskern van Hamme verwoestten waarbij ook de kerk grote schade opliep. Pas in de eerste helft van de 17e eeuw vonden enige herstellingen plaats. In 1654-1655 werd een nieuwe noordbeuk gebouwd maar, gezien de slechte staat van de kerk, werd in 1740 een nieuwe kerk gebouwd naar ontwerp van Thomas Laureys, waarbij de 15e-eeuwse toren behouden bleef. In 1753 werd de nieuwe kerk ingewijd.
In 1808 was de voorgevel bouwvallig geworden en deze werd in soberder vorm hersteld. Van 1844-1845 werd de kerk aan de oostzijde verlengd waardoor een nieuw koor en sacristie moesten worden gebouwd.

## Gebouw
Het betreft een driebeukige kerk met ingebouwde westtoren. De georiënteerde kerk, in classicistische stijl, heeft een driezijdige koorsluiting. Op de pilasters van de voorgevel werden in 1870 de beelden van Sint-Petrus en Sint-Paulus geplaatst.

## Interieur
Het interieur wordt overkluisd door kruisribgewelven. Het stucwerk toont de wapenschilden van diverse oude geslachten uit Hamme en de tiendeheffers: de abt van Lobbes. De glas-in-loodramen zijn voornamelijk 19e-eeuws of uit het eerste decennium van de 20e eeuw.
Naast een aantal 17e-eeuwse schilderijen waaronder een Sint-Blasius door Felix van Sevenborn uit 1619. Voorts vele 19e-eeuwse schilderijen. Er zijn laatgotische beelden van Sint-Barbara en Sint-Catharina, van omstreeks 1500. Ook zijn er enkele 16e-eeuwse beelden, terwijl de kerk verder een groot aantal gepolychromeerde neogotische heiligenbeelden uit de 19e eeuw bezit.
1. ↑  Het domein van de abdij van Lobbes in Waas : een bijdrage tot de historiografie van middeleeuws Tielrode en Hamme.